# Хаит, Валерий Исаакович
Вале́рий Исаа́кович Хаи́т (укр. Валерій Ісаакович Хаїт; 19 марта 1939, Новая Прилука, Винницкая область, Украинская ССР, СССР — 1 февраля 2025, Одесса, Украина) — советский и украинский прозаик, поэт, сатирик, драматург, редактор, телеведущий, журналист. Капитан знаменитой одесской команды КВН «Одесские трубочисты» (1967—1970).
Отец двоих сыновей — Ростислава (род. 1971), актёра, сценариста и создателя театра «Квартет И», и Евгения (1962—2024), художественного руководителя «Джентльмен-шоу» (1991—1999).

## Биография
Родился 19 марта 1939 года в Новой Прилуке Винницкой области.
В 1946—1956 годах учился в средней школе города Белгород-Днестровский Одесской области. С 1961 по 1971 год работал в институте «Укржилпроект». Окончил Одесский инженерно-строительный институт (1971).
В 1987 году основал Клуб одесских джентльменов. Вице-президент Всемирного клуба одесситов, редактор журнала «Фонтан». В 1999—2000 годах — ведущий юмористической телепередачи «Фонтан-клуб» на телеканале «1+1».
Лауреат премии «Золотой Остап» (1994) в номинации «Телевизионная программа» (в составе «Джентльмен-шоу») и премии «Золотой стул» одесского фестиваля «Мастер Гамбс» в номинации «Лучший редактор юмористического журнала» (2002). Награждён Почётным знаком отличия Одесского городского головы «За заслуги перед городом» (2014) за многолетний плодотворный творческий труд, активную общественную деятельность, весомый личный вклад в дело преумножения, престижности и международного авторитета города Одессы.
Скончался 1 февраля 2025 года на 86-м году жизни в Одессе. Прощание прошло 4 февраля в Одесском театре музыкальной комедии. Похоронен на Таировском кладбище

## Творчество

### Пьесы
- Старые дома (Всё начинается с любви) (в соавторстве с Георгием Голубенко и Леонидом Сущенко)
- Король скрипачей
- Путешествие на Луну

### Другие произведения
- Старые дома
- До востребования (поэзия) (1988)
- Пробуждение (поэзия) (1995)
- Круг (1996)
- Доля шутки (в соавторстве с Марианной Гончаровой). — Донецк: Донеччина, 2003. — ISBN 966-556-532-X
- Доля шутки (2006) (в соавторстве с Юлией Хаит). — ISBN 5-699-17756-6
- Дедушка танцует на балконе… — М.: Эксмо, 2011. — ISBN 978-5-699-47859-0
- Последняя утопия. Свободные размышления безнадежного оптимиста. — Киев: Радуга, 2020. — 240 с. — ISBN 978-966-281-170-4
- От Пушкина до Жванецкого: Литературный дивертисмент. — Киев: Радуга, 2021. — 296 с. — ISBN 978-966-281-171-1